# Бонсаи
Бонсаи (јап. 盆栽 []), боље речено бонсај, у дословном преводу значи „стабаоце у посуди“, патуљасто дрво или дрвеће, такође и вештина гајења ових биљака у саксијама. Пореклом је из Кине одакле је пренесен у Јапан где је даље развијен и где је добио данашњу форму. За његово обликовање и узгој је потребно много више од саме хортикултурне вештине. Већи је нагласак на уметничким склоностима самог узгајивача. Основни принцип је узгојити минијатурно стабаоце које има све карактеристике те биљне врсте у „нормалној“ величини у природи.

### Развој бонсаија и долазак на Запад
Људи узгајају биљке у посудама хиљадама година (зачине, љековито биље, биљке за украс), због лепоте цвета или листова. Али у Кини је, у доба Хан династије (око 200. године п. н. е.) створен нови концепт - креирање минијатурних природних пејзажа у посудама, званих ПЕЊИНГ. Једна од многих легенди говори како је дебели цар сматрао путовање заморним, па је наредио да се минијатурна копија његовог царства сагради у дворишту палате, како би са прозора спаваће собе, могао видети цео свој посед. Желећи да сачува његову јединственост цар је наредио да се као издајник погуби свако ко покуша да направи нешто слично. Била она прича истинита или не, једно је сигурно: поседовање минијатурних пејзажа било је статусни симбол.
Најстарији писани документ о бонсаима пронађен је у гробници принца Жанг Хуаи-а, који је умро 706. године за вријеме Танг династије. Две зидне слике у гробници приказују слуге како носе минијатурни пејзаж са камењем и биљкама у посуди лотосовог облика. Пењинг је био веома цењен током Сонг династије (960 - 1279), када се развијао према софистициранијем уметничком облику.
Тада почиње и узгајање појединачног стабла у бонсаи посуди. Ти први примерци имали су дебла изрезбарена тако да личе на змајеве и друге животиње. Звали су се ПУН-САИ.

Кроз 11. и 12. век Кина је извршила знатан културни утицај на околне земље, посебно Јапан, преко уметности и филозофије. За преношење бонсаија у Јапан и ширење међу јапанском аристократијом и самурајима, најзаслужнији су Зен свештеници. За њих је бонсаи био религиозни објекат „зелене степенице које воде на Небо“, односно спона између људи и Бога. У центру узгајања бонсаија је успостављање равнотеже између човека и природе. Узгајивач се посвећује бонсаима, негује у себи креативност, па сваке године испочетка проживљава кроз њих ритам смене годишњих доба. Само гајење захтева много неге и пажње, али као награду доноси мирноћу ума, осећај освежења и унутрашњу смиреност.
Тек у Муромачи ери у 14. веку бонсаи се популаризује и заједно са оригамијем, икебаном, суисекима и чајном церемонијом (Чадо), постаје део Јапанске културе. У 18. веку бонсаи је на свом врхунцу и веома је цењен. Поједине технике су се ритуализовале, а смештај грана и дебла одређен је строгим правилима.
Из Јапана бонсаи се проширио на запад крајем 19. века. Изложбе бонсаија одржане су у Паризу 1878, 1889, 1900, док је прва велика одржана у Лондону 1909. године.
Бонсаи данас није само привилегија више класе, већ се претворио у познату и признату хортикултурну уметност широм света.

### Начини узгоја бонсаија
Бонсаи се може узгојити на више начина:
- из семена
- из марготе или закоренице
- преобликовањем лончанице из расадника
- вађењем погодног примерка из природе

Сваки од ових начина има предности и мане, а сам узгајивач ће одабрати онај који му највише одговара.

Узгајање из семена је свакако најдуготрајнији начин. Први резултати се виде тек након десетак година. Важно је нагласити да није свако малено стабаоце у плиткој посуди бонсаи. Малена и млада стабаоца нису бонсаи - бонсаи су патуљаста старија стабаоца.
Маркотирање је метода ожиљавања дела гране, које се онда одваја од стабла и даље се узгаја као засебна биљка.
У расаднику се може купити погодна биљка и орезивањем се преобликовати и узгајати као бонсаи. 
Вађење из природе је техника која се не препоручује почетницима. У природи треба пронаћи погодан примерак (најбоље већ закржљали, услед тешких животних услова) и пажљиво га извадити.